# Traiania mujicai
Traiania mujicai is een hooiwagen uit de familie Zalmoxioidae.